# Neykkarappatti
Neykkarappatti là một thị trấn thống kê (census town) của quận Salem thuộc bang Tamil Nadu, Ấn Độ.

## Nhân khẩu
Theo điều tra dân số năm 2001 của Ấn Độ, Neykkarappatti có dân số 9912 người. Phái nam chiếm 51% tổng số dân và phái nữ chiếm 49%. Neykkarappatti có tỷ lệ 53% biết đọc biết viết, thấp hơn tỷ lệ trung bình toàn quốc là 59,5%: tỷ lệ cho phái nam là 63%, và tỷ lệ cho phái nữ là 42%. Tại Neykkarappatti, 12% dân số nhỏ hơn 6 tuổi.